# Pennedepie
Pennedepie ist eine französische Gemeinde mit 317 Einwohnern (Stand: 1. Januar 2022) im Département Calvados in der Region Normandie. Sie gehört zum Arrondissement Lisieux und zum Kanton Honfleur-Deauville. Die Einwohner werden Pennedepais genannt.

## Geografie
Pennedepie liegt etwa zehn Kilometer südsüdöstlich von Le Havre an der Seinemündung in den Ärmelkanal. Umgeben wird Pennedepie von den Nachbargemeinden, Honfleur im Nordosten und Osten, Équemauville im Osten und Südosten, Barneville-la-Bertran im Süden, Saint-Gatien-des-Bois im Süden und Südwesten sowie Cricquebœuf im Westen.

## Bevölkerungsentwicklung
| Jahr                       | 1962 | 1968 | 1975 | 1982 | 1990 | 1999 | 2006 | 2019 |
| Einwohner                  | 271  | 259  | 227  | 250  | 234  | 310  | 316  | 313  |
| Quellen: Cassini und INSEE |      |      |      |      |      |      |      |      |

## Sehenswürdigkeiten
- Kirche Saint-Georges aus dem 12. Jahrhundert
- Herrenhaus Apreval mit Park
- Herrenhaus Blosseville
- Taubenschlag auf dem Gutshof Herbigny, seit 1933 Monument historique

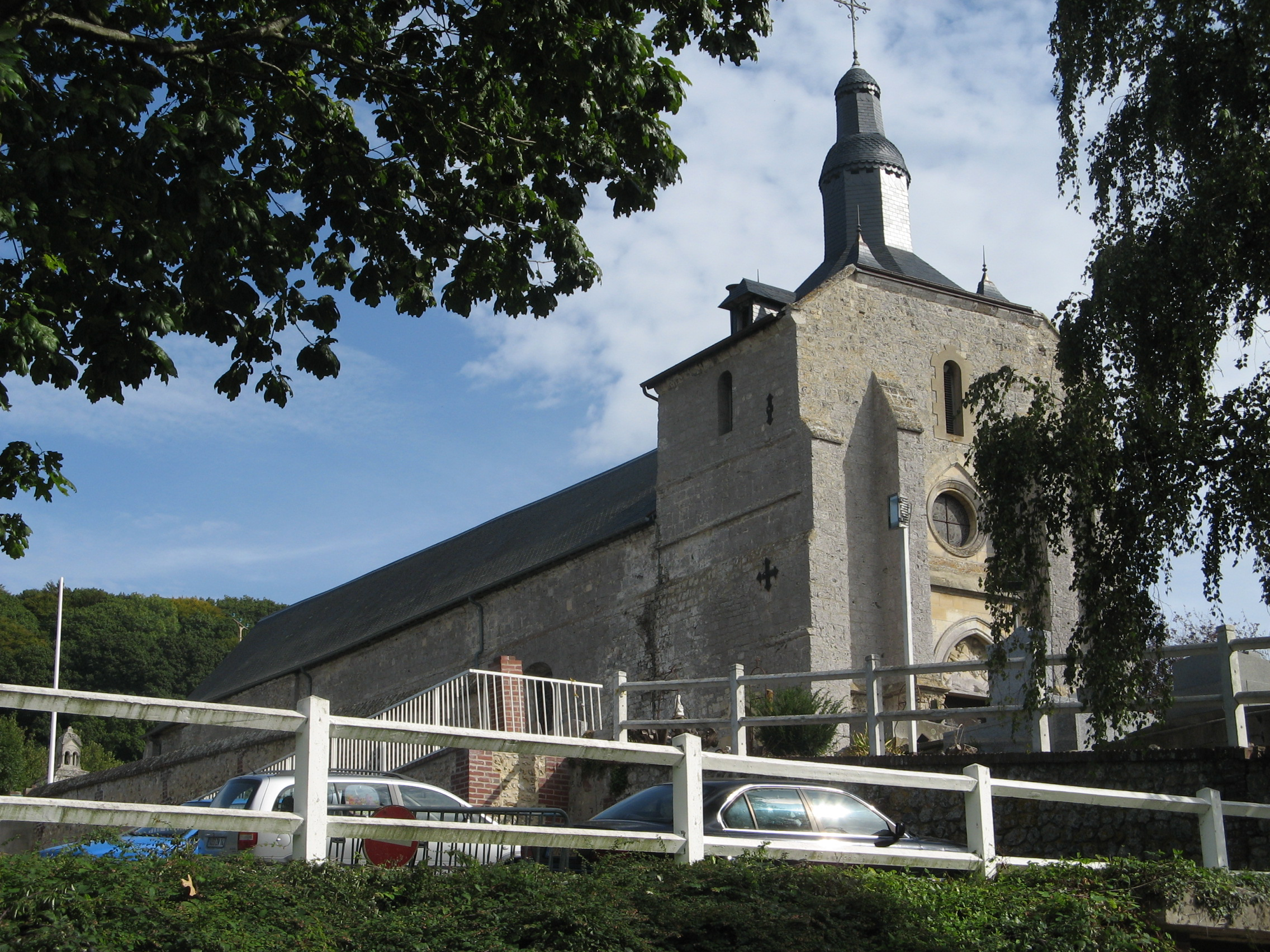
Kirche Saint-Georges